# 基斯·韋洛克
基斯杜化·安東尼·韋洛克（1998年1月31日—），簡稱為基斯·韋洛克（英語：Chris Willock），是一名英格蘭足球員，現效力英冠球會卡迪夫城。司職翼鋒。
他是祖爾.韋洛克的哥哥，亦都是蒙特塞拉特人後裔。

## 球會生涯

### 阿仙奴
基斯·韋洛克出身自阿仙奴的青訓，他自5歲便加入阿仙奴的青年軍。
2016年9月20日，基斯·韋洛克首次替阿仙奴一線隊上陣，於英格蘭聯賽盃的賽事中對陣。他於第83分鐘後備入替，阿仙奴亦以4比0擊敗對手，晉級第4圈的賽事。

### 賓菲加
2017年6月30日，葡超球隊賓菲加宣佈與基斯·韋洛克簽約5年。

## 外部連結
- 基斯·韋洛克在英足總的簡歷